# 周东郊
周东郊（1906年—1978年）又名周春晖、周畅春，笔名周彤，辽宁沈阳人，曾为中国共产党党员，编辑，后为中华民国新疆省官员。

## 生平

### 青年团员
1917年夏，周东郊考入奉天省立第一师范学校。1922年春，周东郊、于卓、王真浣、李笛晨等人创办春潮文学社，出版《春潮》杂志。后因经费困难，仅出六期便停刊。
1925年7月初，奉天基督教青年会在奉天（今沈阳）小河沿的盛京医院（今辽宁省肿瘤医院）开办暑期大学，阎宝航任校长，任国桢、吴晓天、陈涛（陈日新）、安怀仁、苏尚达等人担任教员，讲授马列主义基本理论。参加暑期大学学习的有学生、小学教员、社会青年等。学习完成后，任国桢、吴晓天将高子升、郭尊三发展为中共党员，将张光奇、李正蔚、周东郊、佟汝励、苏子元、屈子钺等人发展为青年团员，这是奉天最早一批党团员。
1925年11月，奉军郭松龄倒戈发动反奉战争。中共中央和共青团中央于1925年12月1日联合发表《为郭松令倒戈告全国民众书》，支持郭松龄。12月20日，中共中央又发出《为日本出兵干涉中国告全国民众书》。在郭松龄反奉战争期间，奉天团组织在吴晓天领导下，开展反奉系军阀宣传和筹备迎接郭松龄军进城事宜，在满洲医大开会决定以学联名义发布反奉宣言，并向郭松龄提出政治及社会改革要求。共青团员周东郊在家里和满洲医大的学生宿舍里刻印“反奉宣言”散发。奉天团组织还备好了迎接郭松龄军进城的标语和旗帜，后因郭松龄兵败，相关活动停止。
1926年3月，在奉天马氏私立小学召开了有中共党员参加的中国国民党奉天省临时党部委员会选举及成立大会。钱公莱、吴竹邨、高子升、吴执中、李光忱任执行委员，周东郊任候补执行委员。国民党临时省党部成立后，主要活动是选拨青年送往黄埔军校，当时仅李光忱（国民党省党部青年部长、共青团员，后投靠国民党右派）就送一百多个青年到黄埔军校，共青团员周东郊也参与了该工作，曾动员共青团员丁占甲、鲍澄吉、唐风池到广东参加国民革命军。
1926年5月，吴晓天第二次到沈阳，任中共奉天支部书记兼共青团特支书记，中共支部委员会成立，高子升任党支部组织委员，李正蔚任宣传委员。吴执中任共青团特支组织委员，白希清、周东郊先后担任共青团特支宣传委员。
1926年秋，周东郊因为从事革命活动而被学校开除，乃转考入东北大学。

### 中共党员
1926年9月，根据中共中央关于团员转党的指示，中共奉天支部将一批共青团员转为中共正式党员。经吴晓天、高子升介绍，周东郊、李正蔚、张光奇等人转为中共党员。同月，中共奉天支部改组为中共奉天特别支部，周东郊任特支委员。当时奉天党的基层组织包括：小河沿医专党小组，组长先后为高启福、吴执中；兵工厂党小组，组长为李笛晨；银行（满洲银行、志诚银行、东三省官银号）党小组，组长为高子升；学校（满洲医大、省立第一师范学校、女子师范学校、省立第一中学、第四小学等）党小组，组长为周东郊。
1927年春，周东郊因为从事革命活动而遭学校勒令退学。
1927年5月，中共奉天市支部书记任国桢派中国共产党党员周东郊（周春晖、周畅春）来到营口发展中共党组织。周东郊自奉天（今沈阳）到营口县立师范中学（位于今西市区通惠门街）任数理化教员，在学生和码头工人中传播马克思主义。周东郊找到任国桢介绍的某钱庄伙计刘某某，结识了码头工人李永海。此后周东郊常深入码头工人当中。经一个多月工作，营口建立中共党组织的条件趋于成熟。1927年6月， 周东郊回奉天向任国桢汇报。随后周东郊吸收码头工人李永海、钱庄伙计刘某某、水产中学职员（姓名不详）入党，成立了中共奉天支部营口党小组，周东郊任组长。1927年8月，周东郊被调离营口。1927年9月，中共奉天党组织派王席珍到营口县立师范中学校任教员，接替周东郊的工作。
1927年春，关俊彦同姜渭清等延边各界名人决定创办《民声报》。关俊彦随即展开《民声报》的筹办活动，率师生在和龙县城（今智新）、龙井、延吉等地举办歌舞、话剧义演。延吉、和龙、珲春、汪清四县各界人士和民众积极捐款。关俊彦用筹到的资金购置了印刷机等设备，创办了《民声报》社。关俊彦任社长，总编为孙佐民，编辑陈涛（陈日新），苏子元（苏稚园）、文艺版责任编辑周东郊等人都是中共党员。《民声报》是1920年代中国东北唯一由中国人办的汉文、朝鲜文合璧的左翼报纸。
周东郊是延边第一个中共党支部——龙井村支部和东满区委的创建人之一。1928年1月，《民声报》社长关俊彦、经理方芷涵到沈阳商会招聘编辑，沈阳商会派安怀音（中国国民党党员，曾任《盛京日报》、《东三省民报》编辑）任编辑，而安怀音提出要苏子元（中国共产党党员）一起就任。苏子元将该情况汇报给中共满洲临时省委（中国共产党满洲省临时委员会），省委书记陈为人虑及苏子元暂有工作无法脱身，乃决定派中国共产党党员周东郊去延边。周东郊成为中共满洲临时省委派到延边的第一个中共党员。中共满洲临时省委根据1928年2月中共满洲临时省委第二次代表大会的决定，指示周东郊到延吉县以《民声报》为据点，创建中共党组织。
1928年2月初，周东郊、安怀音经朝鲜汉城抵达龙井村《民声报》社。安怀音任第一任总编，周东郊任文艺版责任编辑并兼任龙井大成中学汉语教员。1928年2月28日，在《民声报》社成立中国共产党龙井村支部，周东郊任支部书记。这是延边第一个中国共产党组织。
龙井村党支部以《民声报》为据点，上级党组织派来的中共党员都在《民声报》兼职作掩护。1928年3月1日，应吉林省教育厅招聘来延边任教的北京香山慈幼院毕业生第一批28人从北京启程，在天津乘船经大连到朝鲜仁川，经元山、清津、会宁等地抵达延边。他们中有10名中国共产党党员，支部书记为刘建璋。当时，中国共产党在北京设中共中央北方局，中共中央设在上海。刘建璋离开北京后，北京西部区委已通过北方局通知了中共满洲临时省委。1928年4月，刘建璋收到周东郊的来信。此后，刘建璋在龙井《民声报》社找到周东郊，接上了组织关系。
1928年夏，周东郊将龙井村支部及香山慈幼院来的党团员情况汇报给中共满洲临时省委，并建议以这些人为基础成立延边地方党组织，同时又派刘建璋到有团员的地方联系。此后，周东郊将刘建璋联系的情况汇报给中共满洲临时省委。中共满洲临时省委接到周东郊多次报告后，来信同意在延边建立中共党组织。1928年8月，在龙井村支部的基础上，正式成立中共东满区委，书记周东郊，组织委员刘建璋，宣传委员赵志刚。中共东满区委驻地仍在龙井《民声报》社。
1928年8月，中共满洲临时省委批准成立中共东满区委后，因周东郊在龙井、刘建璋在三道沟、赵志刚在八道河，不便开展区委工作。周东郊乃向中共满洲临时省委要求派人来加强区委工作。1928年夏，许多朝鲜族中共党员被党组织派回延边。《民声报》第一任总编安怀音是中国国民党中间派，任职不久便辞职回沈阳。周东郊随即请中共满洲临时省委派人到延边。1928年10月，中共满洲临时省委派中共党员孙佐民、李别天到龙井村。经周东郊介绍，苏子元任《民声报》第二任总编，孙佐民、李别天分别任责任编辑、校对编辑。《民声报》从总编苏子元，到主要编辑周东郊、孙佐民、李别天、陈涛等人都是中共党员。《民声报》成为中共掌握的报纸。同时重新组成了中共东满区委，书记周东郊，组织委员李别天，宣传委员孙复生，并创办党内秘密刊物《东满通讯》。区委仍设在《民声报》社，隶属中共满洲临时省委，下属支部10个，党员22名。其中龙井支部书记由区委书记周东郊兼任。
1929年1月18日，周东郊同志在延吉县龙井村被地方当局逮捕，押往吉林陆军监狱。刘建璋接任中共东满区委书记。同年2月，刘建璋在龙井车站被捕，押往延吉监狱。赵志刚随即接任了恢复区委的工作，但因受警方监视，区委和各支部停止了党组织活动。
1930年，周东郊出狱，当时他已脱党。1931年春，在大连又被日本当局逮捕，1932年出狱。1920年代至1930年代，周春晖在中国东北曾先后在沈阳《大亚日报》、大连《寿东日报》、《满洲日报》当编辑。

### 新疆活动
经盛世才的好友徐廉介绍，1935年周东郊（在新疆用“周春晖”之名）来到新疆迪化。起初在《天山日报》（1935年11月更名为《新疆日报》）当编辑长，后来当社长。:258在迪化时，和包尔汉很熟。1936年调任阿山专区教育局局长兼行署外交科长，创办《阿山新疆日报》并任社长。
1937年，苏联肃反扩大化，波及新疆。苏联驻阿山领事馆新任副领事阿维也夫就任不久便邀请周东郊和方未艾（阿山金矿局副局长）到领事馆赴宴。宴席上，阿维也夫询问二人在1929年中东路事件中是否参战，又问二人对新疆盛世才政府亲苏反帝政策的看法以及在新疆民众反帝联合会担任何职务。二人对阿维也夫居高临下的态度和口气很反感，宴会很快不欢而散。次日晚间，周东郊到方未艾家里谈起阿维也夫时，仍很生气。周东郊告诉方未艾，他听一位哈萨克族人说，阿维也夫是苏联内政部的一个克格勃头目，在阿拉木图捕杀过不少哈萨克族青年。不久，宴会一事传到迪化，包尔汉来信提醒好友周东郊和方未艾注意同苏联领事的关系，免得引火烧身。
1938年2月28日，方未艾被盛世才炮制“阿山阴谋暴动案”逮捕，周东郊等人同时被捕。3月底方未艾被转押至迪化的第二监狱。方未艾和周东郊被关进正房第25号监号。该监号内已有6个人，方未艾认识的有新疆省财政厅厅长陈德立、民政厅厅长蓝彦寿、新疆民族联合会委员长塔依尔别克、公路段段长庞振东、财政监察委员李序东（东北人）。另有两个外国人，后来方未艾才知道一个是自苏联逃到新疆的德国人马克，一个是自苏联监狱逃到新疆的美国人彼得。方未艾知道陈德立和塔依尔别克都是包尔汉的好友，所以向他们打听包尔汉的情况，他们称包尔汉已离开新疆裕新土产公司，1937年到苏联某地当中国领事馆领事，也有可能已被盛世才逮捕。他们知道方未艾和周东郊都是盛世才的东北同乡，所以不敢对方未艾、周东郊谈盛世才如何制造“阴谋暴动案”和自己如何被捕。
在狱中，周东郊曾受酷刑。1938年夏末到1939年秋，周东郊抄完《俄语分类会话》，抄译了《高加索俘虏》、《母亲》（上半部），并写出一本关于《母亲》的《语法注释》。他还学习俄语以及中亚民族史、地理、语言知识，并用用俄文写下回忆录《火与泥潭》。监禁期间，曾从137号天主堂转到新疆督办公署院内的特别监狱。1945年3月，周东郊被保释出狱。当时新疆已被中国国民党接管，他被张治中调去当了秘书，曾随张治中视察新疆监狱。不久周东郊去兰州。

### 离开新疆
1946年9月1日，《观察》杂志在上海创刊。周东郊是该杂志的“撰稿人”之一。1948年12月，该杂志被中华民国政府查封。
1949年夏初，周东郊经人推荐到香港大学任教，全家五口乘飞机到南京。得知母亲和两个儿子周存威和周有威在天津等他，周东郊放弃了去香港，在南京逗留八个月后携全家到达天津。周东郊到天津后，中央人民政府铁道部副部长刘建章（周东郊是他的入党介绍人）安排周东郊夫妇到铁路部门工作。当时铁路系统住房紧张，周东郊的朋友又把周东郊推荐到银行任职。1959年7月，全国政协成立文史资料研究委员会，阎宝航任专职常委，主持征集东北文史资料。周东郊曾是阎宝航的入党介绍人（后因阎宝航仓促赴日本而未果），阎宝航乃调周东郊到全国政协文史资料研究委员会任文史专员，全家迁居北京。
文革爆发前，周东郊曾应邀为包尔汉的回忆录《新疆五十年》撰文。文革爆发后，周东郊全家被下放。临行前，他把藏书捐给北京图书馆。周东郊被下放到公主岭后不久，就被作为历史反革命、里通外国分子加以监管。
1978年，周东郊在公主岭病逝。

## 著作
周东郊的全部著作均未能出版。其主要著作有：
- 《汉、英、俄语比较研究》
- 《俄语语法初阶》
- 《俄语动词通解》
- 《维语语法》
- 《火与泥潭》
- 《唱和集》
- 《狱中二年记》
- 《新疆十年》
- 《狱中八年记》
- 《我的童年和少年》
- 《爪泥集》
- 《回忆录》

## 家庭
- 第一任妻子，育二子。
  - 长子：周存威
  - 次子：周有威
- 第二任妻子：范景春，育一女。
  - 长女：周海伦，1935年生
- 第三任妻子：王玉春，育三子一女。
  - 三子：周未铭
  - 四子：周启铭
  - 五子：周亦铭
  - 小女：周海婴